# Hantec
Hantec – dialekt języka czeskiego używany w Brnie. Rozwijał się przez kilka stuleci jako mieszanina języka czeskiego (dialekt hanacki) i języków innych mieszkańców Brna – głównie niemieckiego, jidysz, romskiego i włoskiego. Powszechnie używany przez niższe klasy społeczne na przełomie XIX i XX w. Obecnie hantec w oryginalnej postaci jest rzadko spotykany, natomiast często wykorzystywane są pochodzące z niego pojedyncze słowa. Najbardziej znane to np. šalina (tramwaj) czy love (pieniądze).